# Voxeurop
Voxeurop est un site web d'information multilingue s'adressant à une audience européenne. Lancé en 2014, il succède à Presseurop.

## Histoire
Voxeurop est cofondé en juin 2014. Les fonds de Presseurop, constitués d'environ 1700 articles, sont récupérés.
Au départ, essentiellement composée de bénévoles,, l'équipe est désormais[Depuis quand ?] constituée d'un réseau de cinquante traducteurs professionnels mais aussi de pigistes ainsi que de contributeurs occasionnels.
Le site internet est parcouru par 1.25 million de visiteurs uniques en 2016.

## Ligne éditoriale

### Publications
Les six grandes rubriques qui définissaient la ligne éditoriale de Presseurop se retrouvent dans Voxeurop : Politique, Société, Économie, Sciences & Environnement, Culture & Idées et UE & Monde,.
Les dix langues du site multilingue sont l'anglais, le français, l'allemand, l'italien, l'espagnol, le tchèque, le néerlandais, le polonais, le portugais et le roumain à destination d'une audience pan-européenne. Toutefois, les principales langues sont l'anglais, le français, l'allemand, l'italien et l'espagnol.
Chaque jour sont traduits et publiés des articles sélectionnés parmi 200 titres de la presse internationale et européenne. De surcroît, Voxeurop publie des contenus originaux et des dessins de presse  notamment en partenariat avec le Cartoon Movement (en),.
Outre les partenariats auprès de 200 titres de la presse internationale et européenne portant sur la traduction d'articles, le journal pan-européen a conclu de nombreux accords avec des journaux français et étrangers pour publier des articles sur leur site, parmi lesquels Alternatives économiques, Internazionale, Zeit Online, Investigate Europe, Cosmocène, BVC News.

### Indépendance
Voxeurop est éditorialement et financièrement indépendant,. L'adhésion à la Charte de Munich sur les droits et les devoirs des journalistes et la Global Charter of ethics for journalists, dont le respect est contrôlé par le comité scientifique, a pour objectif de garantir la stricte indépendance éditoriale du journal. La forme de société coopérative d'intérêt collectif (SCIC) lui procure, de surcroît, une indépendance vis-à-vis de ses actionnaires, qui sont pour la plupart des lecteurs, journalistes et traducteurs de 23 nationalités.

## Organisation

### Forme juridique
Voxeurop est initialement constitué en tant qu'association. Pendant trois ans, il va conserver ce statut avant de devenir une société coopérative européenne (SCE) de presse en 2017. Sous ce statut, il restera durant deux ans, jusqu'en 2019, une société coopérative et participative (SCOP), avant de se transformer en société coopérative d'intérêt collectif.

## Modèle économique
Le modèle économique repose sur le soutien financier des lecteurs sur un modèle similaire à The Guardian, en ayant toutefois recours à la publicité à destination des lecteurs non-membres. L'accès à la page d'accueil est gratuit, tout comme la lecture de certains articles, mais la majorité du journal n'est accessible que par abonnement payant. L'adhésion payante est conçue comme un moyen de garantir au lecteur une qualité éditoriale et une véritable indépendance, avec en contrepartie l’accès à un contenu exclusif et l’absence de publicité.
Avec "Voxeurop services", le journal étend ses activités éditoriales en proposant des services éditoriaux sur-mesure et une traduction multilingue vers toutes les langues européennes.
Voxeurop reçoit à titre accessoire, comme  Osservatorio Balcani e Caucaso Transeuropa (en) et Alternatives économiques, une subvention de la part de la Commission européenne pour la coordination du projet European Data Journalism Network (EDJNet),. Il est également subventionné par diverses fondations européennes, notamment l'European Cultural Fondation, Investigative Journalism for Europe (IJ4EU).

## Identité visuelle

Ancien logo de Voxeurop (2014-2020)
L'actuel logo de Voxeurop (depuis 2020)

## Distinctions
- Prix du jury du European Democratic Citizenship Awards (2015)[32]
- Prix Altiero Spinelli pour la diffusion de la connaissance sur l’Europe (2017)[33]
- Second prix de Média de l’année des Good Lobby Awards (2019)[34]